# とうまん
とうまんは、北海道札幌市の銘菓。唐饅頭の一種。

## 概要
小麦粉、卵、精白糖、蜂蜜などを使用した生地で焼き上げられる。外観は、大判焼きをピンポン玉程度の直径にしたもので、白あんを包み焼き上げている。
上品な風味の生地と白あんのさっぱりとした甘さが特徴。種類は、発売当初からの白あんのほか、四角形のチーズクリーム餡もある。
とうまんの製造元である冨士屋は1952年に創業。札幌市立中央創成小学校のPTA役員が、PTAの活動資金の調達法を模索していたところ、兵庫県神戸市へ出張した際に大丸神戸店で見た、自動焼き機による菓子の実演販売をヒントに、丸井今井の1階で始めたものである。

## 販売
札幌駅地下街（アピア）・丸井今井デパート本店・アリオ札幌・カテプリ新札幌にある支店で製造・販売されている。
- 丸井今井本店で製造・販売されているものには、丸井今井のマークである「○」の中に「井」の文字が刻印されている。
- さっぽろ雪まつりのさとらんど会場が開催された売店には、「さとらんど」と刻印がされたものが限定販売された。
- 店舗には、とうまんを焼き上げる専用の機械が置かれている。焼き上げを見ながら出来たてを購入できる場合もある。

## 類似の菓子
以下の菓子に似ている。製造される機械は同じメーカーのものと言われている。
- かつて、大丸神戸店（1995年まで）→大丸梅田店（2006年 - 2022年）で販売されていた「大丸饅頭」（上述のとおり、とうまんの参考になったとされている）[2]
- 秋田銘菓の金萬
- 京都新京極のロンドン焼
- 浅草仲見世の都まんじゅう
- みやまん富士店（富士市）の都まんじゅう - 表面には都まんの刻印、裏面にはパンダの刻印がある。
- 山形屋（鹿児島市）の金生饅頭 - 山形屋の旧商標（○の中に岩）が刻印されている。
- 佐世保玉屋の回転玉屋まんじゅう[6]